# Datenprodukt
Ein Datenprodukt (englisch data product) ist ein produkthaft hergestellter Datensatz, der einen bestimmten Nutzen erzeugt.
- Produkthaft bedeutet, dass der Datensatz genau wie ein physisches Produkt behandelt wird. Es gibt einen definierten Prozess sowie Verantwortlichkeiten für die Erstellung, Qualitätssicherung, Pflege und Weiterentwicklung des Datensatzes,
- „Nutzen erzeugen“ heißt in diesem Fall: Der Kreis der Nutzenden ist bekannt und durch die zielgerichtete Nutzung des Datensatzes wird eine Herausforderung gelöst, die die Nutzenden haben.
- Neben den reinen Nutzdaten ist ein Datenprodukt um Metadaten ergänzt, die sowohl seine Inhalte beschreiben, als auch Kontextinformationen zur Nutzung des Datenprodukts bereitstellen.

Ein Datenprodukt ist kein Softwareprodukt, das auf Daten basiert (hier spricht man von einem datenbasierten Produkt). Es ist kein Report oder eine Visualisierung von Daten. Ein Datenprodukt ist auch nicht an eine bestimmte Technologie gebunden.